# Chance of a Lifetime
Chansons représentant l'Irlande au Concours Eurovision de la chanson
If I Could Choose
(1967) The Wages of Love
(1969)
Chance of a Lifetime (« Chance de toute une vie ») est une chanson interprétée par le chanteur irlandais Pat McGeegan représentant l'Irlande au Concours Eurovision de la chanson 1968 à Londres.

## À l'Eurovision

### Sélection
Le 3 mars 1968, ayant remporté la finale nationale irlandaise, la chanson Chance of a Lifetime est sélectionnée pour représenter l'Irlande au Concours Eurovision de la chanson 1968 le 6 avril à Londres, Angleterre, au Royaume-Uni.

### À Londres
La chanson est intégralement interprétée en anglais, l'une des deux langues officielles de l'Irlande, comme l'impose la règle entre 1966 et 1972. L'orchestre est dirigé par Noel Kelehan.
Chance of a Lifetime est la quatorzième chanson interprétée lors de la soirée, suivant Stress d'Odd Børre pour la Norvège et précédant la chanson lauréate de 1968 La, la, la de Massiel pour l'Espagne.
À l'issue du vote, elle obtient 18 points et se classe 4e sur 17 chansons,.

## Liste des titres
| A1. | Chance of a Lifetime         | John Kennedy |  |
| B1. | Don't Laugh At Me (If I Cry) | Tommy Scott  |  |

## Classements

### Classements hebdomadaires
| Classement (1968) | Meilleure position |
| ----------------- | ------------------ |
| Irlande (IRMA)    | 1                  |

## Historique de sortie
| Pays        | Date | Format   | Label    |
| ----------- | ---- | -------- | -------- |
| Allemagne   | 1968 | 45 tours | Ariola   |
| Belgique    | 1968 | 45 tours | Decca    |
| Espagne     | 1968 | 45 tours | Columbia |
| Irlande,    | 1968 | 45 tours | Emerald  |
| Pays-Bas    | 1968 | 45 tours | Omega    |
| Royaume-Uni | 1968 | 45 tours | Emerald  |